# Goulburn (Nouvelle-Galles du Sud)
Pour les articles homonymes, voir Goulburn (homonymie).
Le Goulburn est une rivière de Nouvelle-Galles du Sud en Australie et un affluent du fleuve Hunter.

## Géographie
Il prend naissance à l'est de Mudgee et s'écoule en direction de l'est avant de se jeter dans le Hunter, près de la ville de Denman. Il traverse des zones peu peuplées dont la majeure partie forme le parc national de la Goulburn River. Il possède plusieurs affluents dont le Widdin Brook, le Krui et le Merriwa.
Cette rivière fut explorée par William Lawson en 1823.

## Étymologie
Elle tire son nom de l'homme politique anglais du XIXe siècle : Henry Goulburn.

## Sources
- (en) Cet article est partiellement ou en totalité issu de l’article de Wikipédia en anglais intitulé « Goulburn River (New South Wales) » (voir la liste des auteurs).